# Pierre Antoine Monneron
Pour les articles homonymes, voir Monneron.
Pierre Antoine Monneron est un négociant, banquier, écrivain et homme politique français, né le 16 janvier 1747 à Annonay en France, décédé le 8 juin 1801 à Pamplemousses à l'Île Maurice.

## Contexte
Ses frères Charles Claude Ange Monneron (1735-1799), Louis Monneron (1742-1805) furent députés aux États généraux, le premier représentait la Sénéchaussée d'Annonay et le second les Indes orientales. 
Son frère Paul Mérault Monneron (1748-1788) fut Ingénieur en Chef de l'expédition de La Pérouse et mourut à Vanikoro.
Un autre frère, Joseph François Augustin Monneron (1756-1826) fut député de Paris à l'Assemblée législative et donna sa démission en 1792. Sous le Directoire, Augustin Monneron devint Directeur général de la Caisse des comptes courants. Il fit banqueroute en 1798.

## Biographie
Il suivit à Paris des cours d'architecture et eut comme condisciple Jacques-Étienne de Montgolfier ; ils furent les élèves de Soufflot.
Il fit un voyage autour du monde, en qualité de subrécague, sur le vaisseau le Saint-Jean-Baptiste commandé par M. de Surville, relaté dans son Journal du voyage fait sur le vaisseau le « Saint-Jean-Baptiste ».
Il se rendit aux Indes et s'y trouva en même temps que son frère Charles Claude Ange Monneron. Il se fit naturaliser portugais à Goa en 1779. Il se rendit en mission à Batavia pour le compte du gouvernement et obtint au Mysore l'amitié de Tippo Sahib qu'il poussa beaucoup à entrer dans la voie des conquêtes.
Ses conseils, funestes au sultan, contribuèrent à la résolution que prit celui-ci d'envoyer des ambassadeurs en France. Pierre Monneron lui offrit des bateaux pour transporter l'ambassade, ce qui fut accepté. Tippo souhaitait obtenir de la part du gouvernement français une alliance plus effective que celle qu'il avait eu des Français de Pondichéry, quelques années auparavant.
En 1787, Pierre Monneron transportera à ses frais les ambassadeurs du sultan Tippo Sahib, et leurs suites (44 personnes) sur le vaisseau « l'Aurore », depuis l'Inde jusqu'à Versailles sur le territoire métropolitain. Mais la France ne souhaitait plus, en 1787, de guerres aux Indes, les ambassadeurs revinrent sans avoir rien obtenu (Tippo leur fit couper la tête en guise de récompense).
Il essaya vainement des années après (et après maintes tribulations - qui sont relatées dans son « Odyssée »), de joindre Tippo afin que celui-ci lui rembourse les frais de cette ambassade...

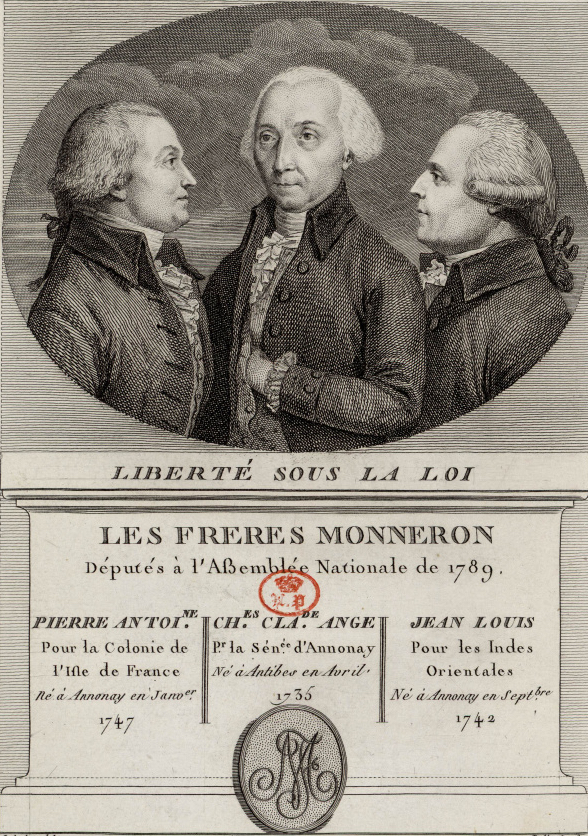
Trois des frères Monneron
(De gauche à droite : Pierre-Antoine (1747-1811), Charles-Claude-Ange (1735-1804), Jean-Louis (1742-1805))

Il fut député aux États généraux de 1789 avec ses frères Claude Ange et Louis et y représenta l'Île de France.
En mai 1791, Pierre Antoine Monneron joua un rôle important dans le débat de l'Assemblée nationale sur l'émancipation des populations de couleur de l'Empire. L'Assemblée coloniale dut affronter une contradiction : prôner les Droits de l'homme, tout en acceptant l'esclavage. Monneron se trouva à la fois député d'une colonie d'esclaves, et partisan des Amis des Noirs, face aux députés des Antilles françaises et à leurs partisans à l'Assemblée nationale.
Il est probable qu'il mourut à l'Île de France, en dépit de la note qui lui fait finir ses jours dans le Golfe Persique.

## Publications
- « Mon Odyssée », paru dans La Revue de Paris, 1907, d'après un manuscrit qui existait en original aux archives de l'ambassade de France à Constantinople et en copie au ministère des Affaires étrangères à Paris.
- Journal du voyage fait sur le vaisseau le Saint-Jean-Baptiste, commandé par M. de Surville